# Live at the Philharmony Szczecin-Poland 2016

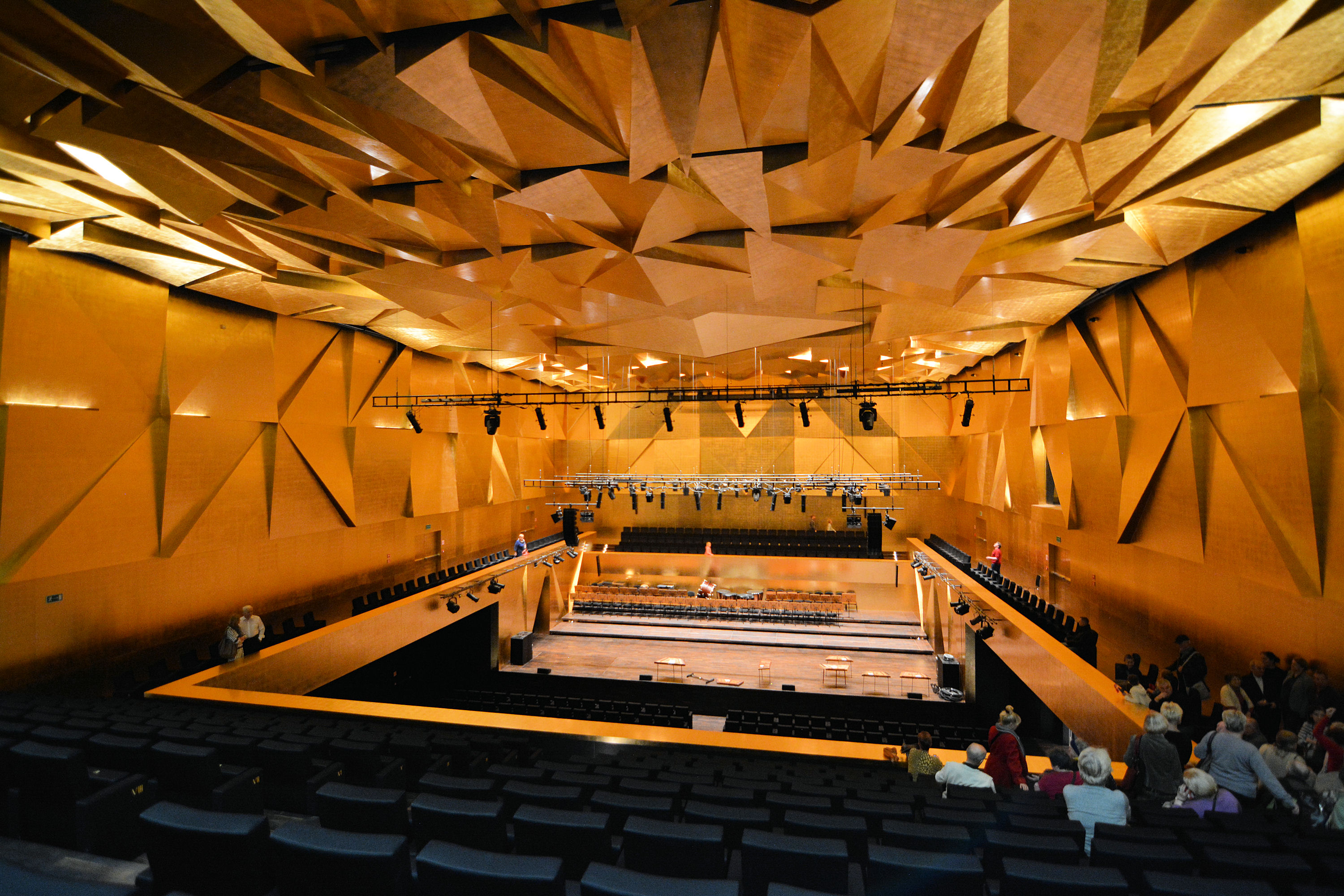
Philharmony Szczecin (2014)

Live at the Philharmony Szczecin-Poland 2016 is een livealbum van Tangerine Dream. Het maakt deel uit van het bestaan van die band gedurende "The quantum years" (het bestaan van TD wordt gezien de lange tijdspanne onderverdeeld in tijdvakken). Het betreft een vastlegging van het concert dat de band op 9 juni 2016 gaf in de Filharmonia Szczecin in Szczecin. Dat concert vond per toeval plaats; de originele artiest voor die avond was Klaus Schulze, die hier vanwege zijn toenemende chronische ziekte voor het laatst zou optreden. Hij moest afzeggen, maar wees op nichegenoot binnen de elektronische muziek Tangerine Dream dat net weer opkrabbelde na het verlies van hun leider Edgar Froese en hier hun eerste concert gaf in de nieuwe samenstelling zonder hem.

## Musici
- Thorsten Quaeschning – synthesizer, elektrische gitaar
- Ulrich Schnauss – synthesizer, effecten, Ableton Live
- Hoshiko Yamane – elektrische viool, Ableton Live

## Muziek
Track 2, 3, en 7 van cd1 en 3, 4, 7, 9 van cd2 komen uit de "The quantum years"; de overige tracks zijn ouder werk. Bij track Second gravity wordt Jean Michel Jarre als co-auteur genoemd naast Froese en Quaeschning

| Nr. | Titel                        | Duur  |
| --- | ---------------------------- | ----- |
| 1.  | Rubycon                      | 17:53 |
| 2.  | Mirage of reality (part one) | 4:56  |
| 3.  | Genesis of precious thoughts | 10:24 |
| 4.  | Kiev mission                 | 5:29  |
| 5.  | Logos                        | 6:26  |
| 6.  | Ricochet                     | 6:44  |
| 7.  | Proton bonfire               | 8:07  |
| 8.  | White eagle                  | 5:19  |
| 9.  | Grind                        | 6:37  |

| Nr. | Titel                              | Duur  |
| --- | ---------------------------------- | ----- |
| 1.  | Dolphin dance                      | 5:10  |
| 2.  | Warsaw in the sun                  | 6:09  |
| 3.  | Second gravity                     | 9:41  |
| 4.  | Madagasmala                        | 7:55  |
| 5.  | Love on a real train               | 7:52  |
| 6.  | Sorcerer theme                     | 5:28  |
| 7.  | Mirage of reality (part 2)         | 6:14  |
| 8.  | Song of the whale                  | 9:36  |
| 9.  | The silver boots of Bartlett Green | 10:04 |